# لوكا موريلي
لوكا موريلي (بالإيطالية: Luca Morelli)‏ مواليد 31 ديسمبر 1987 في إيطاليا، هو متسابق دراجات نارية إيطالي. نافس في سباقات بطولة العالم لفئة 250 سي سي ولفئة 50 سي سي. كما شارك في بطولة العالم للسوبربايك.

## روابط خارجية
- لوكا موريلي على موقع MotoGP.com (الإنجليزية)
- لوكا موريلي على موقع WorldSBK.com (الإنجليزية)